# 藤本永治
藤本 永治（ふじもと えいじ、1931年7月5日 - 2018年11月）は毎日放送（MBS）の元アナウンサーである。愛称は「MBSの永ちゃん」（矢沢永吉に対抗して）。

## 来歴・人物
東京都出身。中央大学卒業後、1954年に新日本放送（NJB。現在の毎日放送）のアナウンサーとして入社。同期には小池清。
毎日放送ではラジオ番組中心に出演。1984年6月1日より秘書室へ人事異動となった小池の後を継いでアナウンサー室長を1992年まで務めた。アナウンサー室長時代は「ひょうきん室長」と呼ばれていた。その後は主幹となり、1993年まで在籍して退職。退職後も、年に1回ほどのペースで、毎日放送のラジオ番組にゲストで出演していた。
2018年11月に永眠。享年87歳。

## 過去の出演番組

### テレビ
- 皇室アルバム（初代ナレーター）
- ファミリースタジオ230→奥さん!2時です（毎日放送・東京12チャンネル（現・テレビ東京）の共同制作番組、毎日放送が制作を担当した月～水曜放送分の進行）
- あどりぶランド

### ラジオ
- 浪花節天狗道場[1]
- やる気満々藤本永治です（平日昼間の生ワイド番組）[1]
- MBSイブニングレーダー （第1回放送など初期にニュースキャスターを担当）
- はやおきサンデーMBS（当時の部下だった関岡香・亀井希生とパーソナリティを担当）

### その他
- 毎日放送テレビのオープニング・クロージングのナレーション（1983～1990年、吉田智子アナと共に担当）

## 関連人物
- 小池清
- 金子勝彦
- 斎藤努
- 高梨欣也
- 阪本時彦
- 角淳一
- 板倉俊彦
- 野村啓司
- 平松邦夫
- 結城哲郎
- 松井昭憲
- 諸口あきら
- 水野晶子